# Варваровщина
Варваровщина — деревня в Кардымовском районе Смоленской области России. Входит в состав Берёзкинского сельского поселения. Население — 239 жителей (2007 год). 
Расположена в центральной части области в 5 км к северо-западу от Кардымова, в 6 км севернее автодороги Р134 «Старая Смоленская дорога» Смоленск — Дорогобуж — Вязьма — Зубцов, на берегу реки Хмость. В 7 км юго-восточнее деревни расположена железнодорожная станция Кардымово на линии Москва — Минск.

## История
В годы Великой Отечественной войны деревня была оккупирована гитлеровскими войсками в августе 1941 года, освобождена в сентябре 1943 года.